# Platyla gracilis
Platyla gracilis е вид охлюв от семейство Aciculidae. Видът не е застрашен от изчезване.

## Разпространение
Разпространен е в Австрия, Босна и Херцеговина, Германия, Гърция, Италия, Словения и Хърватия.